# Циганські романсеро

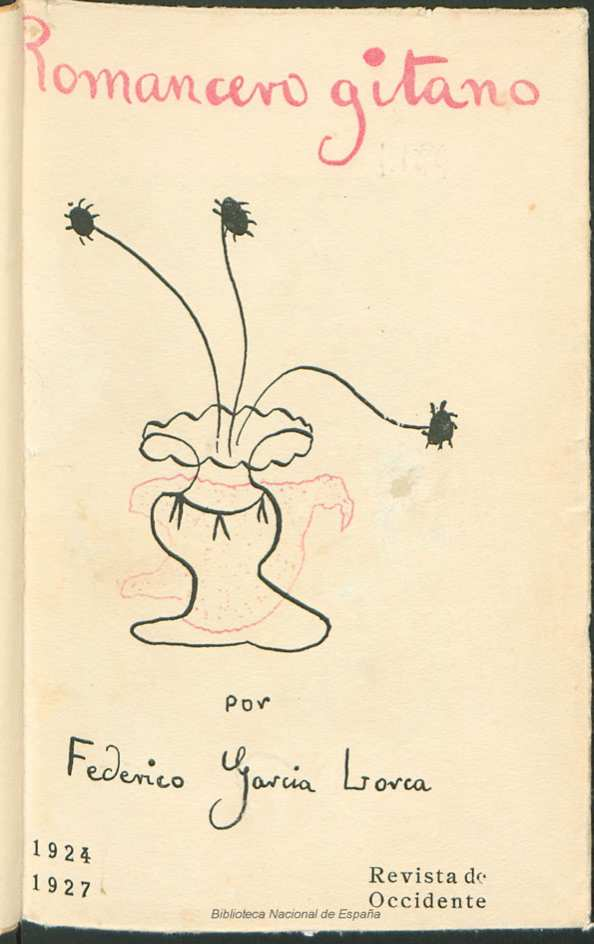
Власний малюнок Гарсія Лорки для обкладинки книги «Циганські романсеро»

«Циганські романсеро» (1924—1928 рр.) — збірка з вісімнадцяти поетичних творів Гарсія Лорки, видана у 1928 році.

## Історія створення
Книга «Циганські романсеро» вийшла у 1928 році під назвою «Перші циганські романсеро» в мадрідському видавництві «Ревіста де Оксіденте».
Про задум найзнаменитішої книги поет вперше згадує в листі навесні 1923 року. Лорка писав її довго, то відкладючи, то повертаючись знову. Рукописи деяких романсів позначені липнем 1924 року — січнем 1928 року. Коли були написані романси про черницю і невірну дружину, «Пресьоса» і перший з романсів про Антоньіто, поет їде з Гренади на південь в гори, де природа допомагає спокійно фантазувати і творити. У холодному повітрі нагір'я, поруч з вічними снігами, народилися зловісні образи «Поєдинку» і м'який вечірній романс «Сан-Мігель».
Лорка писав:
```
"Книжка ця — поема про Андалузію; я назвав «Романсеро» циганським, тому що циганський елемент — найблагородніший і найпоказовіший в Андалузії. У цій книжці Андалузія майже не помітна оку, але відчутна. У книжці нема циганщини. Є лише один реальний персонаж, це Туга, що пронизує все. Почуття радше небесне, ніж земне". 
```

У 1929 році в наступному виданні автор у назві зняв слово «перші»: книга стала називатися «Циганські романсеро».

## Тема
Героїнею книги є печальна Андалусія. У романсах Федеріко Гарсія Лорка три основні мотиви: доля, смерть і кохання. Звертаючись до фольклорних традицій, Гарсія Лорка відображає крайні полюси навколишнього життя. Поет по-філософськи описує світ, демонструючи зіткнення зла і добра, життя і смерті
Для обкладинки Лорка створив власний малюнок: літери назви ретельно виписані червоним кольором; над ними зображений вазон — знаменитий андалузький «bucaro», з якого тягнуться вгору три тонких стебла з трьома соняшниками. Вони у вигляді трьох чорних сонць, які створюють виразний образ посухи і убозтва. На зображення горщика накладаються обриси карти Іспанії, яка вкрита червоними крапками, ніби крапельками крові. Такою бачив автор картину багатостраждальної Андалусії, та й усієї Іспанії.

## Композиція
У книзі вісімнадцять романсів, у яких поет створив власний міф про Андалусію.
- У романсі «Смерть Антоньіто ель Камборіу» зображено трагічний кінець безстрашного юнака, героя багатьох романсів. Антоньіто був убитий за Гвадалахарою своїми родичами — чотирма братами Ереду, які не могли пробачити йому його хизування і вроди.
- «Балада про іспанську жандармерію», в якій реальні картини нагадують, що життя і смерть ідуть поруч.
- Про царівну Місяцівну, яка вночі приходить і забирає з собою хлопчика, за яким плачуть цигани.
- «Балада про чорну тугу», в якій герой, як і у всій книзі — біль.
- «Циганка в черницях»
- «Про цивільну гвардію».
- «Пресьоса і вітер»
- «Циганочка»
- «Поєдинок» розповідає, як в роковому двобої зіткнулися два супротивники.
- «Сомнамбулічний романс». Про цей романс Гарсія Лорка говорив: "Багато хто вважає, що в"Сомнамбулічному романсі" втілено прагнення Гранади до моря, туга міста, який не чує гуркоту хвиль і тішить себе плюскотом джерел і фонтанів, і ловить обриси хвиль у хмарі, що пливе мимо. Це, напевно, так, але не тільки. Це чисто Андалузії поетичне явище, і суть його багатолика і невловима навіть для того, хто розповідає про нього, — навіть для мене"
- «Чужа невірниця»- балада, в якій герої віддають перевагу чуттєвому коханню
- «Сновійна балада» описує трагічне кохання
- «Сан-Мігель», в романсі мова йде про святого Михайла Нагорного, якого шанують в гренадській каплиці на пагорбі Св. Михайла
- «Сан-Рафаель»
- «Романс приреченого». В оригіналі романс названий юридичним терміном: «Emplazado» (відповідач, викликаний до суду). «Ель Емпласадо» — посмертне прізвисько кастильського короля Фернандо Четвертого (1285—1312), який стратив без суду трьох братів з бунтівного роду Карвахалом. Перед смертю один з братів закликав короля на Божий суд — і рівно через місяць король помер, про що оповідається в народному романсі «Загибель Карвахал».
- «Муки святої Олайї», яка була спалена римлянами.
- «Романс про дона Петро і його коня». У Севільї, місті, з яким пов'язані всі легенди про короля Педро і де він похований, Лорка вперше побував у 1921 році. А згодом був написаний романс. У герої вгадуються риси не тільки короля дон Педро, але й головного героя п'єси Лопе де Вега «Лицар з Ольмедо»
- «Фамар і Амнон» — Романс є вільним переспівом стародавньої легенди про дітей царя Давида

## Жанр
Романсеро означає «зібрання романсів». В улюбленому жанрі іспанської народної поезії, за словами поета, поєднана «циганська міфологія з відвертою буденністю плинного часу». У «Циганських романсеро» Лорка відродив традиційний іспанський жанр. Відбулося злиття розповідного романсу з ліричним.
Відповідно до форми романсу наявний асонанс, тобто повторення двох однакових голосних у двох останніх складах.

## Художні особливості
Книга наповнена романтикою циганського мандрівного життя, фольклором, міфами. З фольклорної традиції в романси Лорки перейшли передбачення і повтори, народні символи, уособлення, персоніфікація і характерна форма діалогу.
У «Циганських романсеро» Лорка використовує рядки з народних пісень. Читання своїх романсів поет починав співом, а потім, заспівавши одну-дві строфи, переходив на декламацію. Народні мелодії його віршів, запам'ятовувалися на слух і записувалися десятиліття після загибелі поета.

## Переклади українською
- Микола Лукаш